# کلاوس سوملا
کلاوس سوئومِلا (فنلاندی: Klaus Suomela; ۱۰ نوامبر ۱۸۸۸ – ۴ آوریل ۱۹۶۲) ژیمناست هنری اهل فنلاند بود.